# Onlay (stomatologia)
Uzasadnienie:  Wkłady koronowe powinny być opisane w jednym artykule

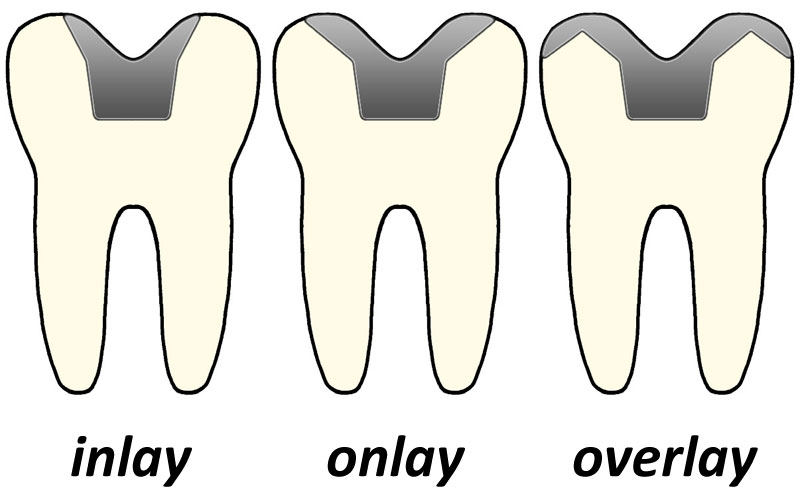
Różnica między wkładami inlay, onlay i overlay.

Onlay – w stomatologii rodzaj protetycznego wypełnienia ubytku, wkład koronowy pokrywający – w przeciwieństwie do inlayu – także szczyty guzków.
Onlaye są bardziej trwałe i estetyczne niż tradycyjne wypełnienia. Ponadto, mogą być wykonane z różnych materiałów, takich jak ceramika, kompozyt lub złoto.